# Michel Gondry
Michel Gondry, né le 8 mai 1963 à Versailles, est un réalisateur et scénariste français, également musicien et auteur de bandes dessinées.
Il débute dans le court métrage, la publicité et surtout le clip video, domaine qui lui vaudra une reconnaissance mondiale. Il œuvre notamment à plusieurs reprises pour Björk, The Chemical Brothers et The White Stripes. Il réalise ensuite son premier long métrage, Human Nature, sorti en 2001.
Aux Oscars de 2005, il obtient l'Oscar du meilleur scénario original  pour son drame d'anticipation Eternal Sunshine of the Spotless Mind, co-écrit avec Charlie Kaufman et Pierre Bismuth.

## Biographie

### Héritage et jeunesse
Son grand-père, Constant Martin, est l'inventeur du clavioline, un des tout premiers synthétiseurs, en 1947. Son père est électronicien et informaticien, passionné de jazz, pianiste et organiste amateur, qui a travaillé dans l'industrie des télécommunications, avant de collaborer avec Constant Martin.
Son frère François est l'ex-bassiste du groupe Ludwig von 88 et le patron de Goeland, une entreprise anciennement spécialisée dans les t-shirts dont la plupart portent des logos d'artistes et de groupes musicaux, principalement rock et rap, ou des messages engagés, ainsi que le père du rappeur Biffty et du clippeur Julius. Son autre frère, Olivier, est lui-même réalisateur de clips et de publicités et musicien notamment dans le groupe des Négresses Vertes. Michel Gondry baigne donc depuis longtemps dans le monde de la musique.
Il décrit sa mère comme « complètement partie dans des trucs métaphysiques, spirituels », au point d'intégrer quelque temps avec ses enfants le mouvement sectaire de la Fraternité blanche universelle. Cette expérience qui, selon lui, a brisé la créativité de sa mère, ostracisée par le mouvement, l'encouragera à assumer ses idées artistiques sans se plier aux avis extérieurs.
Enfant, il veut être inventeur ou peintre. Après un BTS Dessin option tapisserie au lycée de Sèvres, il poursuit sa formation à l'École nationale supérieure des arts appliqués et des métiers d'art à Paris.

### Musique et débuts (années 1980)

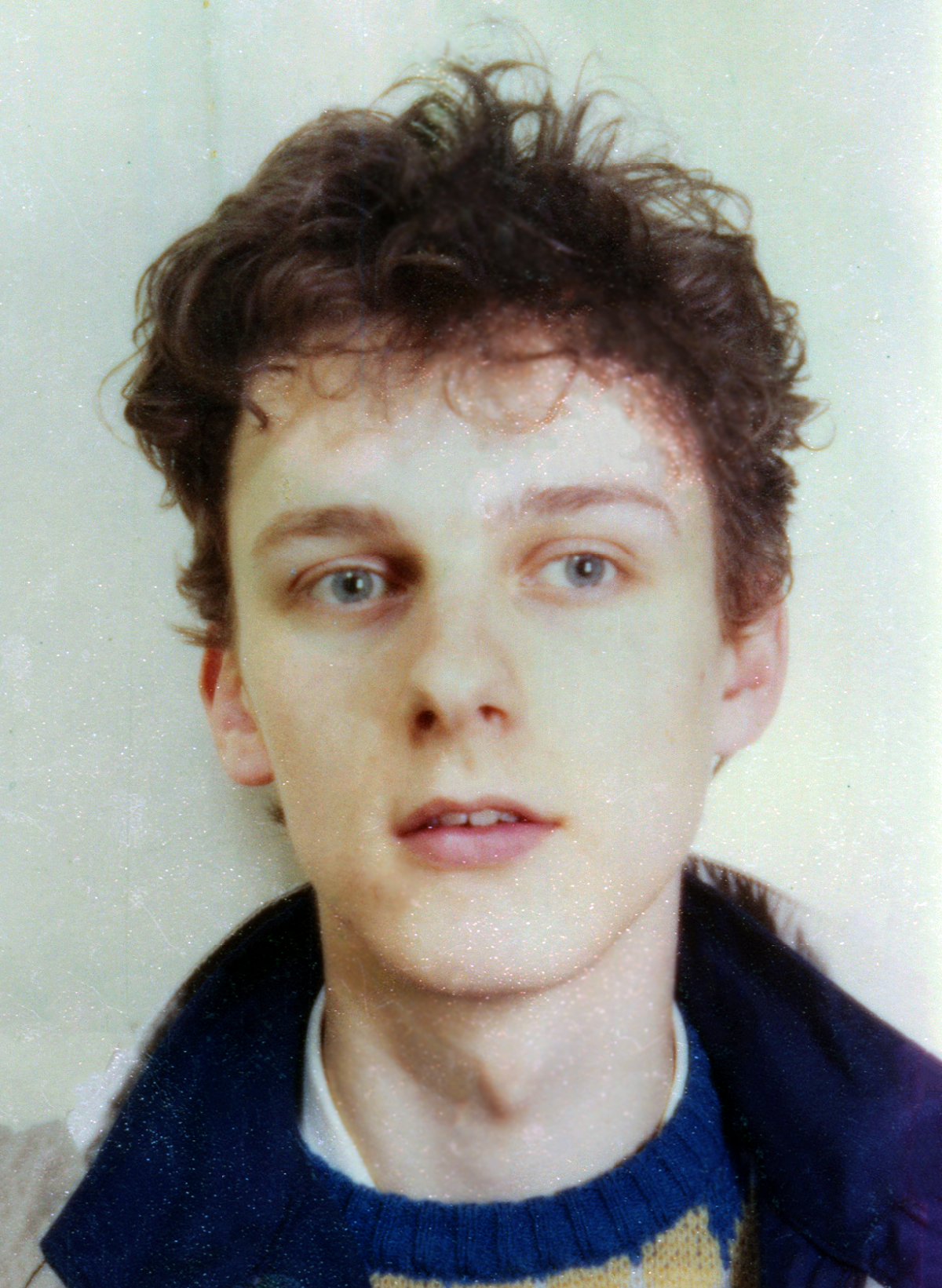
Gondry en 1984. Photo d'identité (Sacem).

À l'École nationale supérieure des arts appliqués et des métiers d'art Olivier de Serres, au début des années 1980, il participe à la formation du groupe pop Oui Oui, avec Étienne Charry, rencontré en 1978 au lycée de Sèvres. En plus d'en être le batteur, Michel Gondry réalise les clips de plusieurs singles du groupe : La Ville, Les Cailloux, Ma Maison. Surtout, il réalise le clip Les voyages immobiles (1991) pour Étienne Daho, qui invite Oui Oui en première partie de ses concerts au Zénith de Paris. À la même époque, il travaille également avec RoBERT et Jean-François Coen. Le groupe se sépare en 1992.
Parallèlement, Michel Gondry est décorateur/dessinateur pour les séries télévisées d'animation Les Triplés (1986) et Rahan, fils des âges farouches (1987).
Après avoir vu le clip La Ville sur MTV, la chanteuse islandaise Björk souhaite collaborer avec Michel Gondry. Il dirige le clip du single Human Behaviour (1993). C'est le début d'une fructueuse coopération : Army Of me, Isobel, Hyperballad, Joga, Bachelorette, Declare Independence et Crystalline.

### Réalisateur de clips à succès (années 1990)
Grâce à sa collaboration avec Björk, Michel Gondry devient un réalisateur très demandé. Il enchaîne des vidéos pour les Rolling Stones (Like a Rolling Stone), IAM (Je danse le mia), Daft Punk (Around the World en 1997) ou encore Kylie Minogue (Come into My World). Le public commence assez rapidement à percevoir un « style Gondry ». Parmi les effets utilisés par Gondry, figure le morphing, une technique permettant de créer une animation fluide à partir de deux images différentes qu'il utilise de manière très personnelle. Alors que les publicitaires ou d'autres auteurs de clips se focalisent sur la transformation d'une personne en une autre (un homme qui devient une femme, un animal qui en devient un autre…), Michel Gondry utilise le morphing pour interpoler des trajets de caméra (Je danse le mia) ou pour transformer des vidéos en objets abstraits (Like a Rolling Stone). Dans ce dernier clip, le morphing est également utilisé pour simuler des mouvements à partir de photographies fixes. Les effets d'images arrêtées (réalisés au moyen de centaines d'appareils photos synchronisés) tels qu'on en voit dans le film Matrix ont également été utilisés par Michel Gondry pour une publicité de la marque Smirnoff.

### Réalisateur de cinéma à succès (années 2000)

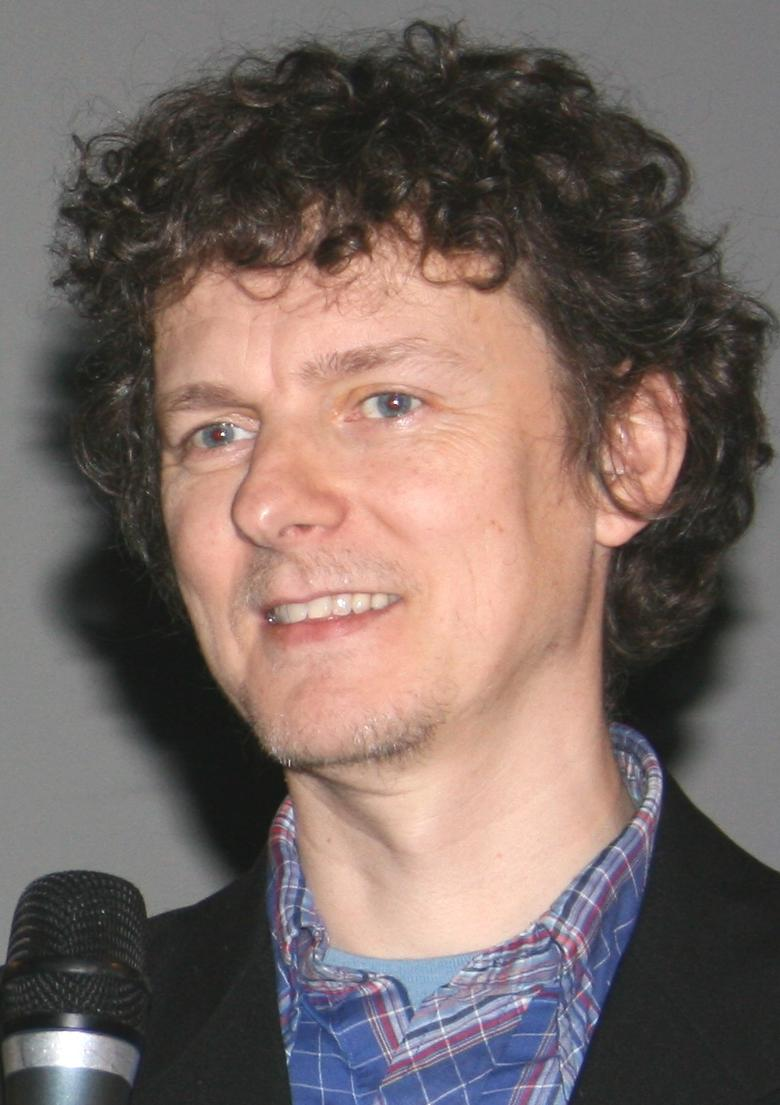
Michel Gondry à l'avant-première de Soyez sympas, rembobinez, à l'UGC Ciné Cité Les Halles, à Paris, le 3 mars 2008.

Michel Gondry réalise deux courts métrages, dont La Lettre en 1998.
Il dirige ensuite son premier long métrage, Human nature, qui sort en 2001, avec Patricia Arquette, Rhys Ifans et Tim Robbins, d'après un scénario de Charlie Kaufman qui avait déjà écrit Dans la peau de John Malkovich pour Spike Jonze (autre « clippeur » très créatif). Ce film est une fable philosophique sur les genres et la misérable condition humaine face à la sexualité. Après son échec au box-office, Gondry se livre à « une autocritique complète » essayant de comprendre ses erreurs.
En 2004, sort son second long-métrage, Eternal Sunshine of the Spotless Mind, avec Jim Carrey et Kate Winslet, sur un scénario de Charlie Kaufman, d'après une idée de l'artiste Pierre Bismuth. Le film obtient l'Oscar du meilleur scénario original lors de la 77e cérémonie des Oscars.
Pour La Science des rêves, sorti en août 2006, il revient du côté de la France. Le film est à la fois tourné en français et en anglais avec des acteurs français dont Charlotte Gainsbourg, Alain Chabat, Miou-Miou et Emma de Caunes, avec Gael García Bernal dans le rôle principal, sur un scénario du seul Michel Gondry.
Il réalise dans la foulée la comédie Soyez sympas, rembobinez, sorti en salle en mars 2008, avec pour titre original Be kind Rewind, avec Jack Black et Mos Def. Il y reprend « avec les moyens du bord » des scènes cultes de films comme SOS Fantômes, RoboCop, Carrie au bal du diable ou encore Men in Black.
Il participe au film à sketches Tokyo! (2008) dans lequel il dirige le segment Interior Design, adaptation de Cecil and Jordan in New York de Gabrielle Bell. Cette dernière participe à l'écriture du court-métrage.
The Work of Director Michel Gondry, un DVD anthologique, paru en 2003, rassemble la plupart de ses travaux. Un second DVD, intitulé Michel Gondry 2: More Videos Before and After DVD 1, paraît en 2009.

### Film à succès et documentaire (années 2010)

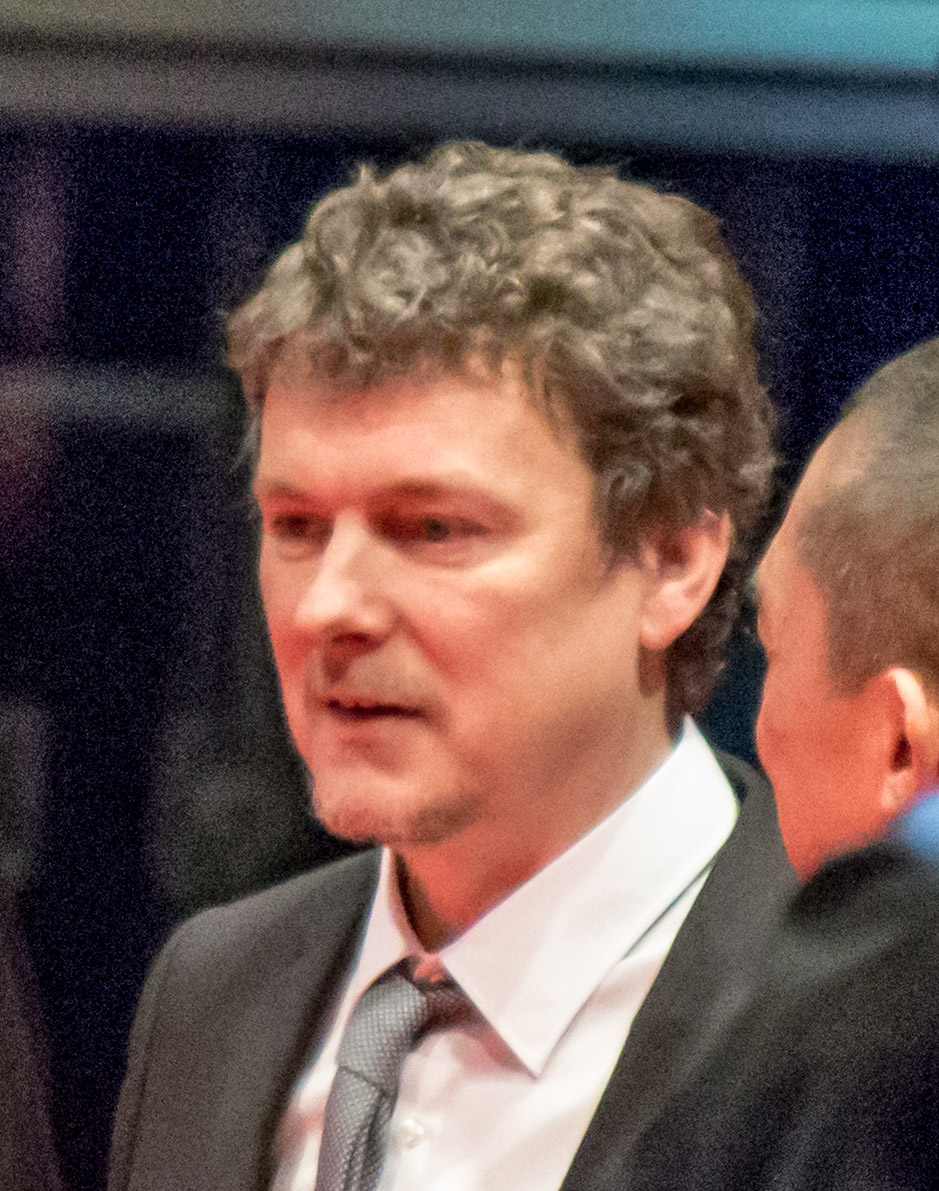
Le réalisateur membre du jury de la Berlinale 2014.

En 2011, il s'essaie au blockbuster avec The Green Hornet, adaptation de la série télévisée des années 1960 Le Frelon vert. Seth Rogen, coscénariste du film, y tient le rôle principal, aux côtés de Jay Chou, Cameron Diaz et Christoph Waltz. Michel Gondry avait déjà tenté d'adapter la série au milieu des années 1990 avec Edward Neumeier, le scénariste de RoboCop et Starship Troopers. Pour ce « film de commande », le réalisateur n'a pas la possibilité d'exprimer pleinement ses idées et son style :

« C'était difficile pour moi de trouver ma place à l'époque. Seth Rogen jouait, écrivait et produisait le film, et je n'avais pas vraiment l'occasion de m'exprimer. Bien que je n'aie jamais eu l'impression d'être mis de côté. Il est très difficile de tomber amoureux d'un blockbuster quand vous arrivez en cours de route et que le scénario est déjà écrit. À cette époque, je trouvais qu'il n'y avait plus assez de place pour moi, pour que je m'exprime, ni même pour que je me sente connecté à l'histoire et aux personnages. »

— Michel Gondry, The Hollywood Reporter (2017)
Re-visitant le concept de Soyez sympas, rembobinez, Michel Gondry développe en 2011 l'idée d'une « usine » dans laquelle serait mis à disposition gratuitement tout le matériel nécessaire pour réaliser des courts métrages (caméras, costumes, éléments de décors, etc.) dans le but de permettre aux gens d'exprimer leur créativité. Après avoir fait l'objet d'expositions temporaires dans différents pays, notamment début 2011 au Centre Pompidou ou pendant l'été 2015 au Palais des festivals de Cannes, une installation fixe de ce projet est prévue en 2016 dans des locaux situés en Seine-Saint-Denis, à Aubervilliers. Elle est finalement annulée pour raisons budgétaires.
Lorsqu'il revient à la réalisation, c'est pour signer une comédie dramatique indépendante avec des jeunes acteurs non professionnels, The We and the I. Ce long-métrage tourné à New York est présenté à la quinzaine des réalisateurs du festival de Cannes 2012.
La même année, il commence le tournage d'une plus grosse production, mais française, L'Écume des jours. Les rôles principaux sont attribués à Audrey Tautou et Romain Duris. Omar Sy, Gad Elmaleh, Aïssa Maïga et Charlotte Le Bon complètent le casting principal de cette adaptation du roman du même nom de Boris Vian. Le film sort en avril 2013.
En 2014, il réalise le documentaire Conversation animée avec Noam Chomsky, une mise en images d'un entretien avec le philosophe et linguiste Noam Chomsky.
Pour son long métrage de fiction suivant, il souhaite adapter le roman Ubik, de Philip K. Dick. Audrey Tautou lui suggère cependant de réaliser un film plus personnel. D'après certains de ses souvenirs de jeunesse, notamment au lycée Hoche de Versailles, il développe le scénario de la comédie dramatique Microbe et Gasoil. Le film sort en juillet 2015.
Au début de l'été 2017, sort Détour, un court-métrage tourné avec un iPhone 7, qui raconte sur fond de départs en vacances l'histoire du tricycle d'une petite fille perdu en chemin.
Il ouvre une nouvelle usine de films amateurs, du 5 mai 2018 au 10 juin 2019, au Kanal - Centre Pompidou à Bruxelles.

### Années 2020
Le Livre des solutions sort en 2023. Il met en scène Pierre Niney dans le rôle d'un cinéaste en proie aux doutes et tentant d'achever un film. Le film reçoit des critiques presse plutôt positives. Il retrouve ensuite Pierre Niney qui prête sa voix au film d'animation Maya, donne-moi un titre (2024). Ce projet compile des courts métrages animés que Michel Gondry faisait depuis des années pour sa fille Maya. Il sort en salles fin 2024.
Il tourne ensuite Golden, un film musical en partie inspiré de la jeunesse de Pharrell Williams. Prévu pour une sortie en 2025, le film est finalement annulé au stage du montage : le magazine Variety révèle en février 2025 que le film, sur décision unanime des producteurs, ne sera jamais achevé et jamais montré aux spectateurs. La seule image du film accessible au public restera une unique photo de tournage publiée par le magazine Empire en novembre 2024. Il enchaine finalement avec Maya, donne-moi un autre titre (2025), présenté au festival international du film d'animation d'Annecy 2025.
Il reviendra au cinéma avec la comédie horrifique Les Petites peurs, dans laquelle il dirigera Gilles Lellouche et Bastien Bouillon. Le tournage est prévu pour début 2026.

### Autres activités

#### Art contemporain
En novembre 2005, Michel Gondry et Pierre Bismuth inaugurent à la Cosmic Galerie (créée par Claudia Cargnel et Frédéric Bugada en 2002 à Paris, dans le 19e arrondissement) une installation vidéo intitulée The All Seeing Eye (l'œil qui voit tout). La caméra balaie une pièce, apparemment en boucle, mais des objets disparaissent régulièrement jusqu'à ce que l'endroit soit totalement vide. Le projecteur tourne sur son axe et effectue une course comparable à celle qu'effectue la caméra.

#### Publicité
Michel Gondry est le réalisateur de nombreuses publicités, qui portent plus (Air France) ou moins (Nespresso, Eurostar, Guerlain) la marque de leur auteur[réf. nécessaire].

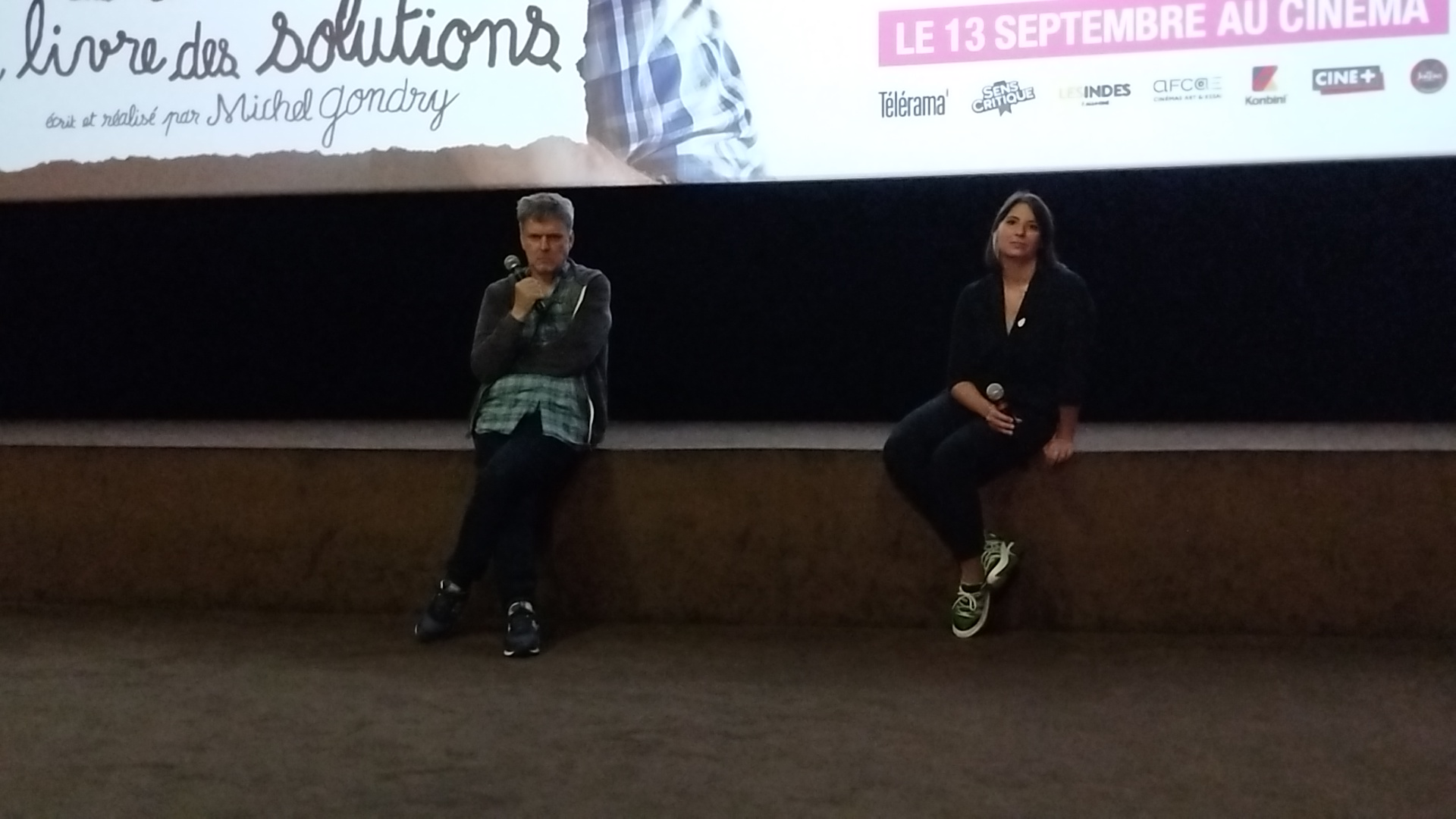
Michel Gondry présentant Le Livre des solutions en avant-première, au MK2 Bibliothèque, en août 2023, aux côtés de la journaliste cinéma Sophie Grech.

Parmi ses publicités les plus célèbres, figure une réalisation pour les jeans Levi's (très marquante visuellement et utilisant le titre Novelty Waves de Biosphere) qui obtient le Lion d'or au festival international du film publicitaire à Cannes 1994 et le record dans le Livre Guinness comme le film publicitaire le plus primé de l'histoire. Il réalise d'autres publicités notables, notamment pour Air France, en 1999, où il utilise Asleep from day, une musique des Chemical Brothers, interprétée par Hope Sandoval.

### Vie personnelle
Durant la promotion de son film Le Livre des solutions, il révèle avoir été diagnostiqué bipolaire par un psychiatre à la suite d'un épisode maniaque durant la production de L'Écume des jours : « Je prenais des médicaments pour l’humeur et des obsessions intenses qui m’empêchaient carrément de vivre. Durant le tournage, ça s’est dégradé. À la fin, je suis resté dans le studio pendant un mois et demi. […] On a commencé le montage et j’ai arrêté mon traitement. Là, mon esprit a explosé. Un mélange de mégalomanie et de peur, avec des moments super intenses où j’avais l’impression de faire partie de l’Histoire, de créer des choses totalement innovantes. […] Un psychiatre m’a diagnostiqué bipolaire peu après. »

## Filmographie
Sauf indication contraire, les informations mentionnées dans cette section peuvent être confirmées par la base de données cinématographiques IMDb,  présente dans la section « Liens externes ».

### Cinéma

#### Longs métrages
- 2001 : Human Nature
- 2004 : Eternal Sunshine of the Spotless Mind
- 2006 : La Science des rêves (The Science of Sleep)
- 2006 : Dave Chappelle's Block Party (documentaire)
- 2008 : Soyez sympas, rembobinez (Be Kind Rewind)
- 2010 : L'Épine dans le cœur (documentaire)
- 2011 : The Green Hornet
- 2012 : The We and the I
- 2013 : L'Écume des jours
- 2014 : Conversation animée avec Noam Chomsky (Is the Man Who Is Tall Happy?) (documentaire d'animation)
- 2015 : Microbe et Gasoil
- 2023 : Le Livre des solutions
- 2024 : Maya, donne-moi un titre (film d'animation)
- 2025 : Golden[34] (film annulé par le studio)
- 2025 : Maya, donne-moi un autre titre (film d'animation)[35]

#### Courts métrages
- 1986 : Un joyeux Noël
- 1986 : Bolide (en stop-motion)
- 1987 : L'Expédition fatale (co-réalisé avec Jean-Louis Bompoint)
- 1987 : Junior et sa voix d'or
- 1988 : Viva di Rosa
- 1988 : My brother’s 24th birthday
- 1998 : La Lettre
- 2001 : One Day
- 2003 : Pecan Pie
- 2004 : I've Been Twelve Forever (Side A) - I've Been Twelve Forever (Side B)
- 2004 : Tiny
- 2004 : Three Dead People
- 2008 : Tokyo! (film collectif), segment Interior Design
- 2008 : L'Histoire de l'univers par Michel Gondry
- 2010 : My New New York diary (co-réalisé avec Julie Doucet)
- 2017 : Détour, produit par Apple

Michel Gondry réalise par ailleurs de nombreux courts-métrages diffusés sur son compte Instagram.

### Télévision
- Jazzmosphère, pilote d'animation co-réalisé avec Jean-Louis Bompoint pour une émission de télévision produite par la SFP en 1989[36].
- Flight of the Conchords ; saison 2, épisode 5 : Unnatural Love (2009)
- Kidding (2018-2020) ; saison 1, épisodes 1, 2, 5, 6, 9 et 10 ; saison 2, épisodes 5 et 6

### Clips
- Junior et sa voix d'or - Oui Oui (1988)
- Un joyeux Noël - Oui Oui (1988)
- Bolide - Oui Oui (1988)
- Dô, l'enfant d'eau - Jean-Luc Lahaye (1988)
- Queen for a Day - The Life of Riley (1989)
- Il y a ceux - L'Affaire Louis' Trio (1989)
- Les Cailloux - Oui Oui (1989)
- Tu rimes avec mon cœur - Original MC (1989)
- Queen for a Day - The Life of Riley (en) (1989) (unreleased)
- Ma Maison - Oui Oui (1990)
- Sarah - Les Objects (1991)
- La Normalité - Les Objects (1991)
- Dad, laisse-moi conduire la Cad - Peter and the Electro Kitsch Band (1991)
- Comme un ange (qui pleure) - Les Wampas (1992)
- Blow Me Down - Mark Curry (1992)
- Les Voyages Immobiles - Étienne Daho (1992)
- How the West Was Won - Energy Orchard (en) (1992)
- La Ville - Oui Oui (1992)
- Paradoxal Système - Laurent Voulzy (1992)
- Close But No Cigar - Thomas Dolby (1992)
- Two Worlds Collide - Inspiral Carpets (1992)
- Les Jupes - Robert (1992)
- Hou! Mamma Mia - Les Négresses Vertes (1993)
- La Tour de Pise - Jean-François Coen (1993)
- Snowbound (en) - Donald Fagen (1993)
- Je danse le mia - IAM (1993)
- La Main parisienne - Malcolm McLaren, featuring Amina Annabi (1993) (unreleased)
- Voilà, voilà, qu'ça r'commence - Rachid Taha (1993)
- She Kissed Me - Terence Trent D'Arby (1993)
- Believe - Lenny Kravitz (1993)
- Human Behaviour (en) - Björk (1993)
- It's Too Real (Big Scary Animal) - Belinda Carlisle (1993)
- This is it (Your Soul) - Hothouse Flowers (1993)
- Little Star - Stina Nordenstam (1994)
- Lucas With the Lid Off - Lucas (1994)
- Fire On Babylon - Sinéad O'Connor (1994)
- Army of Me - Björk (1995)
- High Head Blues - Black Crowes (1995)
- Protection - Massive Attack (1995)
- Isobel (en) - Björk (1995)
- Like a Rolling Stone - The Rolling Stones (1995)
- Hyper-Ballad - Björk (1996)
- Sugar Water - Cibo Matto (1996)
- Feel It - Neneh Cherry (1997)
- Around the World - Daft Punk (1997)
- A Change Would Do You Good - Sheryl Crow (1997)
- Everlong - Foo Fighters (1997)
- Jóga - Björk (1997)
- Deadweight (en) - Beck (1997)
- Bachelorette - Björk (1997)
- Music Sounds Better With You - Stardust (1998)
- Another One Bites the Dust (remix) - Queen & Wyclef Jean (1998)
- Gimme Shelter - The Rolling Stones (1998)
- Let Forever Be - The Chemical Brothers (1999)
- Mad World - Michael Andrews and Gary Jules (2001)
- Knives Out - Radiohead (2001)
- Star Guitar (en) - The Chemical Brothers (2001)
- Fell in Love with a Girl (en) - The White Stripes (2002)
- Dead Leaves and the Dirty Ground (en) - The White Stripes (2002)
- À l'envers à l'endroit - Noir Désir (2002)
- Come Into My World (en) - Kylie Minogue (2002)
- Behind - Lacquer (2002)[37]
- The Hardest Button to Button (en) - The White Stripes (2003)
- I Wonder - The Willowz (2004)
- Walkie Talkie Man (en) - Steriogram (2004)
- Ride (en) - The Vines (2004)
- Mad World (Donnie Darko soundtrack version) - Gary Jules (2004)
- Winning Days - The Vines (2004)
- Light and Day (movie version) - The Polyphonic Spree (2004)
- The Denial Twist (en) - The White Stripes (2005)
- Heard 'Em Say (en) (U.S. Version) - Kanye West (2005)
- King of the Game - Cody ChesnuTT (2006)
- Anysound (en) - The Vines (2006)
- Cellphone's Dead (en) - Beck (2006)
- Dance Tonight (en) - Paul McCartney (2007)
- Declare Independence (en) - Björk (2007)
- Soleil du soir - Dick Annegarn (2008)
- Too Many Dicks on the Dancefloor et Carol Brown (unofficial videos) - Flight of the Conchords (2009)
- How Are You Doing? - The Living Sisters (en) (2011)[38]
- Crystalline - Björk (2011)
- Love Letters - Metronomy (2014)
- Go - The Chemical Brothers (2015)
- À vous jusqu'à la fin du monde - Julien Clerc (2018)
- Grand petit con - -M- (2019)
- Got To Keep On - The Chemical Brothers (2019)
- La Chanson de Prévert - Serge Gainsbourg (2021)

### Publicités

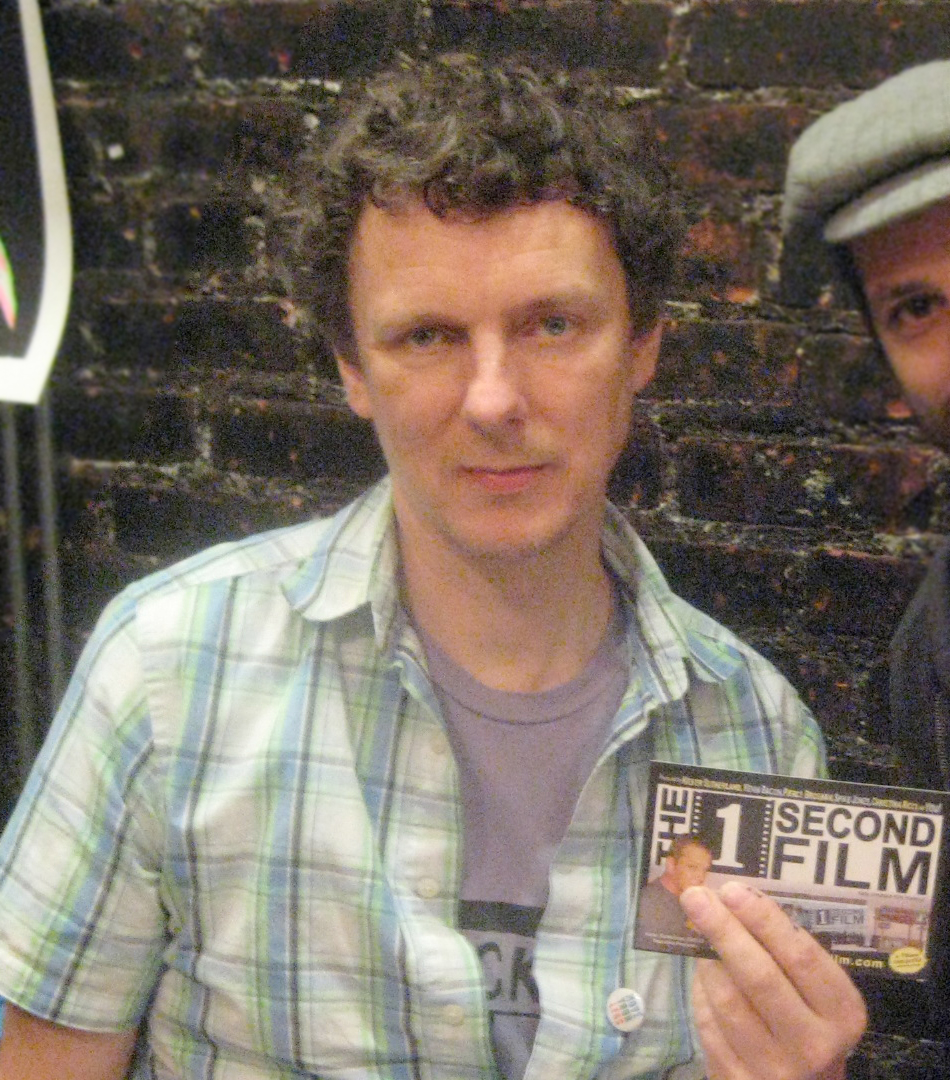
Michel Gondry en 2008.

- Adidas - Larry (1995, France), Uchain your Brain (1995, Royaume-Uni)
- Lancia - Lancia Y10 (1995)[39]
- Levi's - Drugstore[40] (1996)
- Volvo - La condition (France, 1996)
- Polaroïd - Resignation (1996)
- Levi's - Mermaids (1996)
- Smirnoff - Adventure (1997)
- AMD - Flatzone
- Nike - The Long, Long Run (1999)
- Air France - Le passage (1999) sur la chanson Asleep from day des Chemical Brothers
- Nike - Leo (2000)
- Levi's - Bellybutton (2001)
- Air France - Le Nuage (2002) sur la chanson Asleep from day des Chemical Brothers
- Levi's - Swap (2002)
- Coca-Cola - Diet Coke (2004)
- Nespresso - The Boutique en 2006, avec George Clooney.
- Motorola - RazR2 (2007)
- American Airlines - Business Class (2009)
- Gillette (2013)
- Guerlain - L'Homme Idéal (2014)
- Fedex - Dream (2017)
- Pandora - Sounds like you (2017)
- John Lewis - Moz the monster (2017)
- Park MGM - Night of the scorpio (2018)
- HP - The 12 days of Christmath (2019)
- Burger King - Cows Menu (2020, États-Unis)
- EDF - Film non diffusé[39]

## Autres œuvres

### Albums du groupeOui Oui
- Chacun tout le monde (1989)
- Formidable (1992)

### Publications
- You'll Like This Film Because You're In It: The Be Kind Rewind Protocol, 2008.
- Michel's notes from the throne, rouleau de papier toilette illustré, auto-édition, 2009.
- My New New York Diary, avec Julie Doucet, bande dessinée/DVD documentaire sur l'artiste québécoise, PictureBox Inc, 2010.
- We Lost the War But Not the Battle, bande dessinée, auto-édition, 2008.
Traduction française : On a perdu la guerre mais pas la bataille, traduit par Madeleine Nasalik, Éditions Cambourakis, 2011.
- 1000 Portraits, recueil de portraits réalisés à l'encre de couleurs, auto-publié, 2011.

## Distinctions

### Récompenses
- Festival international du film de Cork 1998 : prix international du jury du meilleur film en noir et blanc pour La Lettre[41]
- Festival international du court métrage d'Oberhausen 1999 : prix FICC pour La Lettre
- Festival du cinéma américain de Deauville 2004 : prix Première du public pour Eternal Sunshine of the Spotless Mind
- Festival international du film de Flandre-Gand 2004 : prix du jeune public pour Eternal Sunshine of the Spotless Mind
- Gotham Independent Film Awards 2004 : prix Celebrate New York pour Eternal Sunshine of the Spotless Mind
- Toronto Film Critics Association Awards 2004 : meilleur réalisateur pour Eternal Sunshine of the Spotless Mind
- Washington D.C. Area Film Critics Association Awards 2004 : meilleur réalisateur pour Eternal Sunshine of the Spotless Mind
- Oscars 2005 : meilleur scénario original pour Eternal Sunshine of the Spotless Mind, partagé avec Charlie Kaufman et Pierre Bismuth
- Writers Guild of America 2005 : meilleur scénario original pour Eternal Sunshine of the Spotless Mind, partagé avec Charlie Kaufman et Pierre Bismuth
- Prix Bram Stoker 2005 : meilleur scénario pour Eternal Sunshine of the Spotless Mind, partagé avec Charlie Kaufman et Pierre Bismuth et ex æquo avec Edgar Wright et Simon Pegg pour Shaun of the Dead
- Online Film Critics Society Awards 2005 : meilleur réalisateur et meilleur scénario original, partagé avec Charlie Kaufman et Pierre Bismuth, pour Eternal Sunshine of the Spotless Mind
- Festival international du film de Catalogne-Sitges 2006 : prix du public pour La Science des rêves
- Festival international du film fantastique de Neuchâtel 2008 : prix du jury, prix TITRA Film et prix de la jeunesse pour Tokyo!, partagé avec Leos Carax et Bong Joon-ho

### Nominations et sélections
- Gotham Independent Film Awards 2004 : meilleur film pour Eternal Sunshine of the Spotless Mind
- Saturn Awards 2005 : meilleure réalisation pour Eternal Sunshine of the Spotless Mind
- BAFTA Awards 2005 : Prix David Lean du meilleur réalisateur pour Eternal Sunshine of the Spotless Mind
- Bodil 2005 : meilleur film américain pour Eternal Sunshine of the Spotless Mind
- Lions tchèques 2005 : meilleur film en langue étrangère pour Eternal Sunshine of the Spotless Mind
- César 2005 : meilleur film étranger pour Eternal Sunshine of the Spotless Mind
- Empire Awards 2005 : meilleur réalisateur pour Eternal Sunshine of the Spotless Mind
- London Film Critics Circle Awards 2005 : réalisateur de l'année pour Eternal Sunshine of the Spotless Mind
- Festival international du film de Catalogne-Sitges 2006 : meilleur film pour La Science des rêves
- Festival international du film de Catalogne-Sitges 2008 : meilleur film pour Tokyo!, avec Leos Carax et Bong Joon-ho

### Hommage
En 2019, le collège de Charny Orée de Puisaye, dans l'Yonne, qui propose une option CHAC (Classe en horaires aménagés cinéma) dont le réalisateur est le parrain, est rebaptisé « Collège Michel Gondry ».

#### Bases de données et notices
- (en) Site officiel
- Ressources relatives à l'audiovisuel :   - Africultures
  - AllMovie
  - Allociné
  - American Film Institute
  - César du cinéma
  - Ciné-Ressources
  - Filmportal
  - Film-documentaire.fr
  - IMDb
  - Korean Movie Database
  - Rotten Tomatoes
  - Unifrance
- Ressources relatives à la musique :   - AllMusic
  - Discogs
  - Last.fm
  - MusicBrainz
  - Muziekweb
- Ressources relatives aux beaux-arts :   - Delarge
  - Museum of Modern Art
  - RKDartists
  - Union List of Artist Names
- Ressource relative au spectacle :   - L’Officiel des spectacles
- Ressource relative à plusieurs domaines :   - Radio France
- Ressource relative à la bande dessinée :   - BD Gest'
- Notices dans des dictionnaires ou encyclopédies généralistes :   - Deutsche Biographie
  - Hrvatska Enciklopedija
  - Nationalencyklopedin
  - Munzinger
  - Store norske leksikon
  - Universalis
- Notices d'autorité :   - VIAF
  - ISNI
  - BnF (données)
  - IdRef
  - LCCN
  - GND
  - Italie
  - Japon
  - CiNii
  - Espagne
  - Pays-Bas
  - Pologne
  - Israël
  - Suède
  - Norvège
  - Croatie
  - Tchéquie
  - Brésil

#### Autres
- (en) Michel Gondry sur le site de la société de production Partizan
- Courts métrages et clips disponibles sur la chaîne YouTube de la société de production Partizan